# Re'uven Šeri
Re'uven Šeri (hebrejsky: ראובן שרי, rodným jménem Re'uven Šreveman;‎ 7. dubna 1903 – 6. července 1989) byl sionistický aktivista, izraelský politik a poslanec Knesetu za stranu Mapaj.

## Biografie
Narodil se ve městě Komrat v tehdejší Ruské říši (pak Rumunsko, dnes Moldavsko). Vystudoval židovskou základní školu, střední školu v Kišiněvě a právo na univerzitě. V roce 1925 přesídlil do dnešního Izraele. Byl aktivní v jednotkách Hagana.

## Politická dráha
V mládí se zapojil do sionistické organizace Ce'irej Cijon, mezi jejíž zakladatele na území tehdejšího Rumunska patřil. Po přesídlení do dnešního Izraele byl v letech 1930–1934 tajemníkem zaměstnanecké rady v Kfar Saba, v letech 1934–1943 v Rechovotu a v letech 1943–1949 v Jeruzalémě. Byl členem ústředního výboru strany Mapaj. Během války za nezávislost v roce 1948 byl členem výboru sdružujícího Židy v obleženém Jeruzalému. V roce 1948 a v letech 1956–1958 zasedal v městské samosprávě v Jeruzalému, v letech 1948–1951 byl místostarostou tohoto města. V letech 1957–1968 zastával post na ministerstvu práce se zodpovědností za odborové vztahy.
V izraelském parlamentu zasedl poprvé již po volbách v roce 1949, kdy kandidoval za Mapaj. Byl členem výboru mandátního, výboru pro veřejné služby a výboru pro záležitosti vnitra. Opětovně byl zvolen ve volbách v roce 1951, kdy kandidoval znovu za Mapaj. Byl členem parlamentního výboru práce, výboru pro ústavu, právo a spravedlnost a výboru finančního, předsedal podvýboru pro zákon o státním pojištění. Zastával i vládní pozice. V roce 1951 byl náměstkem Ministra dopravy Izraele.